# 2022 West
A 2022 West (ideiglenes jelöléssel 1938 CK) a Naprendszer kisbolygóövében található aszteroida. Karl Wilhelm Reinmuth fedezte fel 1938. február 7-én.